# Bilgisz
Bilgisz (ros. Бильгиш) – wieś w Rosji, w Baszkortostanie, w rejonie askińskim. W 2010 liczyła 329 mieszkańców.